# Bergnicourt
Bergnicourt ist eine französische Gemeinde mit 296 Einwohnern (Stand 1. Januar 2022) im Département Ardennes in der Region Grand Est (vor 2016 Champagne-Ardenne). Sie gehört zum Arrondissement Rethel, zum Kanton Château-Porcien und zum Gemeindeverband Pays Rethélois.

## Geografie
Der Ort wird vom Fluss Retourne durchquert. Umgeben wird Bergnicourt von den Nachbargemeinden Saint-Loup-en-Champagne im Norden, Tagnon im Nordosten, Le Châtelet-sur-Retourne im Osten, Ménil-Lépinois im Süden, Saint-Remy-le-Petit im Südwesten sowie L’Écaille im Nordwesten.

## Geschichte

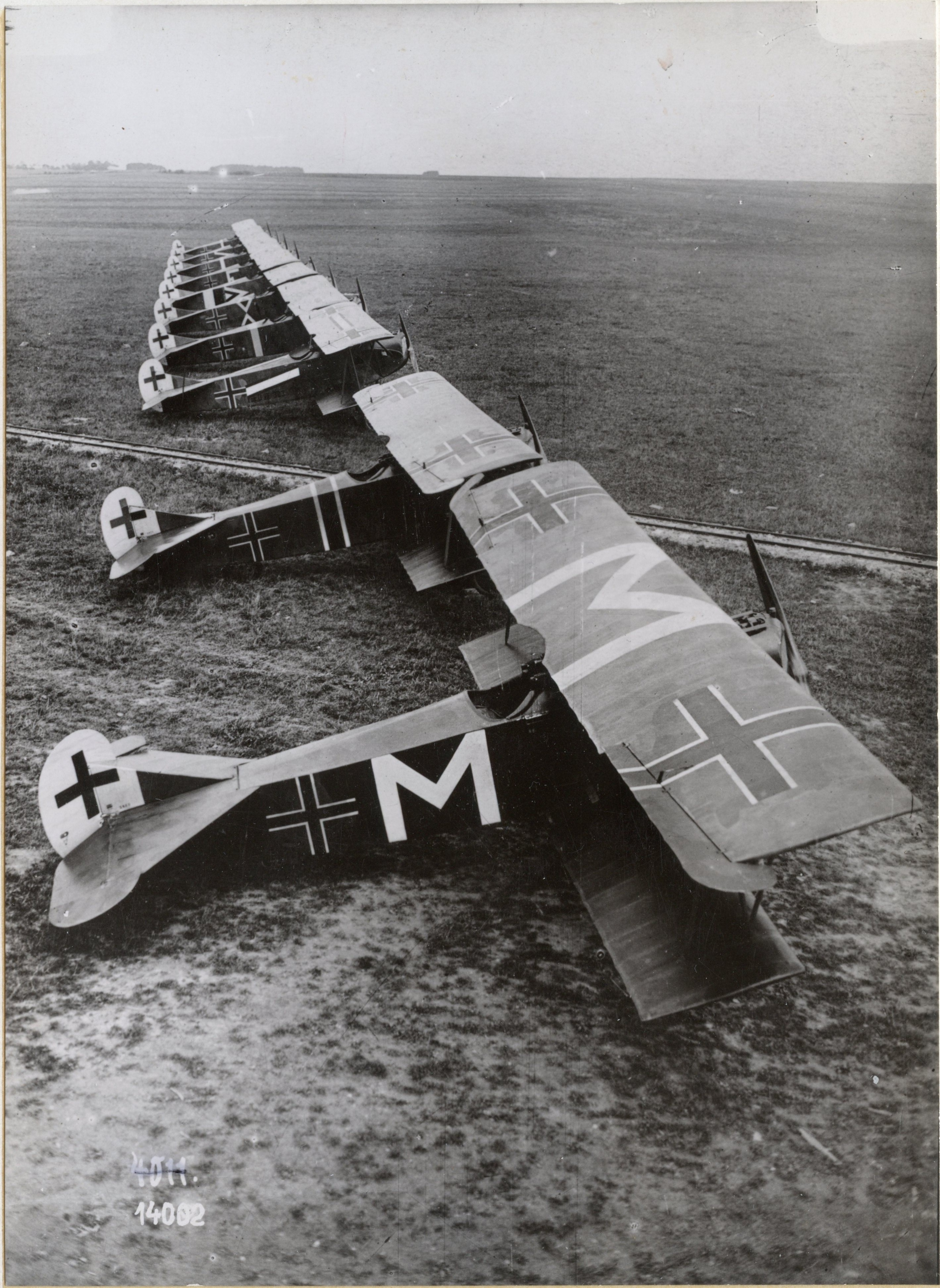
Fokker D.VII der Jagdstaffel 72 in Bergnicourt (1918)

Während des Ersten Weltkriegs war die deutsche Jagdstaffel 72 unter dem Kommando von Carl Menckhoff vom 7. Juli bis 9. Oktober 1918 in Bergnicourt stationiert.

## Bevölkerungsentwicklung
| Jahr                       | 1962 | 1968 | 1975 | 1982 | 1990 | 1999 | 2007 | 2019 |
| Einwohner                  | 148  | 134  | 146  | 159  | 164  | 151  | 170  | 293  |
| Quellen: Cassini und INSEE |      |      |      |      |      |      |      |      |

## Sehenswürdigkeiten
- Kirche Saint-Pierre-aux-Liens